# Peter Wehling
Peter Wehling (* 1954) ist ein deutscher Soziologe und Sachbuchautor.

## Leben
Er erwarb 1981 den Magister Artium (Hauptfach: Philosophie) an der Goethe-Universität Frankfurt am Main, 1991 die Promotion (Dr. phil.) an der Universität Frankfurt am Main und die Habilitation 2006 an der Universität München (venia legendi: Soziologie). Nach der Umhabilitation 2011 an die Goethe-Universität Frankfurt am Main ist er seitdem Privatdozent für Soziologie am Fachbereich Gesellschaftswissenschaften und seit 2015 wissenschaftlicher Mitarbeiter im Projekt, „Anlageträger. Genetisches Wissen und die Entstehung einer neuen biosozialen Identität“ (Projektleitung), Schwerpunkt „Biotechnologie, Natur und Gesellschaft“, Fachbereich Gesellschaftswissenschaften.

## Schriften (Auswahl)
- Ökologische Orientierung in der Soziologie (= Sozial-ökologische Arbeitspapiere. Band 26). IKO-Verlag für Interkulturelle Kommunikation, Frankfurt am Main 1989, ISBN 978-3-88939-326-5.
- Sozial-ökologische Orientierungen in der Ökologiebewegung (= Sozial-ökologische Arbeitspapiere. Band 34). IKO-Verlag für Interkulturelle Kommunikation, Frankfurt am Main 1989, ISBN 978-3-88939-334-0.
- mit Thomas Jahn: Ökologie von rechts. Nationalismus und Umweltschutz bei der Neuen Rechten und den „Republikanern“ (= Forschungstexte des Instituts für sozial-ökologische Forschung). Campus-Verlag, Frankfurt am Main, New York 1991, ISBN 978-3-593-34425-6.
- Die Moderne als Sozialmythos: zur Kritik sozialwissenschaftlicher Modernisierungstheorien (= Forschungstexte des Instituts für sozial-ökologische Forschung). Campus-Verlag, Frankfurt, New York 1992, ISBN 978-3-593-34663-2 (Zugleich Dissertation, Goethe-Universität Frankfurt am Main).
- mit Egon Becker: Risiko Wissenschaft: ökologische Perspektiven in Wissenschaft und Hochschule (= Forschungstexte des Instituts für sozial-ökologische Forschung). Campus-Verlag, Frankfurt am Main, New York 1993, ISBN 978-3-593-34973-2.
- mit Egon Becker, Thomas Jahn und Immanuel Stiess: Sustainability: A Cross-Disciplinary Concept for Social Transformations (= Management of social transformations policy papers. Band 6). UNESCO, Paris 1997.
- mit Stefan Böschen: Wissenschaft zwischen Folgenverantwortung und Nichtwissen. Aktuelle Perspektiven der Wissenschaftsforschung. VS-Verlag für Sozialwissenschaften, Wiesbaden 2004, ISBN 978-3-531-14083-4.
- Im Schatten des Wissens? Perspektiven der Soziologie des Nichtwissens. UVK-Verlagsgesellschaft, Konstanz 2006, ISBN 978-3-89669-606-9 (Zugleich Habilitationsschrift, Universität München).